# كومن سينس ميديا
كومن سينس ميديا (CSM) هي منظمة غير ربحية توفر التعليم للعائلات وتدعوهم لتعزيز التكنولوجيا والوسائط الآمنة للأطفال.   
تقوم منظمة كومن سينس ميديا التي أسسها جيم ستير في 2003 بمراجعة الكتب والأفلام والبرامج التلفزيونية وألعاب الفيديو والتطبيقات والموسيقى (حتى 2014 ) والمواقع الإلكترونية وتصنفها من حيث المحتوى التعليمي المناسب لعمر الطفل، وتواجد رسائل إيجابية / نماذج يحتذى بها، والعنف، والجنس، والاستهلاكية، والألفاظ النابية، والمزيد للآباء الذين يختارون الوسائط لأطفالهم. ولقد طوروا أيضًا مجموعة من التقييمات التي تهدف إلى قياس القيمة التعليمية لمقاطع الفيديو (الأفلام والبرامج التلفزيونية) والألعاب والتطبيقات. تحاول «تقييمات التعلم» الخاصة بالمنظمة أن تقيم أنواع مختلفة من صفات التعلم في أشكال مختلفة من الوسائط.
التبرعات من المؤسسات والأفراد، والرسوم من الشركاء الإعلاميين هي مصادر تمويل كومن سينس ميديا. توزع المنظمة اليوم محتواها على أكثر من 100 مليون منزل أمريكي عبر شراكات مع مجموعة متنوعة من شركات الإعلام التقليدية والإعلام الرقمي. تصف منظمة كومن سينس ميديا نفسها بأنها «أكبر منظمة مكونة من عضويات في البلاد مكرسة لتحسين استخدام الوسائط لدى الأطفال».  بحلول عام 2016، كان لدى المنظمة أكثر من 65 مليون مستخدم فريد وعملت مع أكثر من 275,000 معلم في جميع أنحاء الولايات المتحدة. في عام 2016، ذكر تشارلي روز أن المنظمة كانت أكبر مؤسسة غير ربحية في الولايات المتحدة مخصصة لقضايا الأطفال.
في أغسطس 2020، أعلنت المنظمة عن تشكيل شركة فرعية ربحية، Common Sense Networks، لإنشاء وتوزيع وسائط أصلية تستهدف الأطفال.

## التاريخ المبكر
أسس جيم ستير منظمة كومن سينس ميديا في عام 2003 بعد تأسيسه JP Kids وهي شركة وسائط تعليمية للأطفال، ومجموعة Children Now وهي مجموعة إعلامية وطنية للأطفال. في مقابلة مع صحيفة نيويورك تايمز، قال شتاير أنه يعتزم «إنشاء دائرة ضخمة للآباء والأطفال بنفس الطريقة التي قامت بها (أمهات ضد القيادة تحت تأثير الكحول) أو (رابطة المتقاعدين الأمريكية).» تلقت المجموعة 500,000 دولار من الأموال الأولية من مجموعة من المانحين بما في ذلك تشارلز شواب وجورج روبرتس وجيمس كولتر. 
من أجل تقييم قلق أولياء الأمور بشأن عادات استخدام أطفالهم للوسائط، كلفت كومن سينس ميديا بإجراء استطلاع وجد أن «64 بالمائة [من الآباء والأمهات الذين لديهم أطفال تتراوح أعمارهم بين 2-17] يعتقدون أن الوسائط بشكل عام غير مناسبة لعائلاتهم. ووجد أيضا أن 81 في المائة أعربوا عن قلقهم بأن وسائل الإعلام والوسائط بشكل عام تشجع السلوك العنيف أوغير الاجتماعي لدى الأطفال». قالت شركة الاستطلاعات، Penn ، Schoen & Berland Associates أن «واحدًا فقط من كل خمسة تمت مقابلته» يثق تمامًا «بأنظمة التصنيف المستقلة التي تسيطر عليها صناعة الموسيقى والأفلام وألعاب الفيديو والتلفزيون.»